# Astreinte en droit français
L’astreinte est la condamnation à payer une somme d'argent, à raison d'un montant déterminé par jour (ou semaine, ou mois) de retard, prononcée par le juge du fond, le juge des référés ou, postérieurement, par le juge de l'exécution, contre un débiteur récalcitrant, en vue de l'amener à exécuter en nature son obligation,.

## Régime de l'astreinte en matière civile
Les textes applicables sont les articles L131-1 à L131-4 du Code des procédures civiles d'exécution, anciens articles 33 à 37 (abrogés le 1er juin 2012) de la loi du 9 juillet 1991 portant réforme des procédures civiles d'exécution et les articles 51 à 53 (abrogés le 1er juin 2012) du décret du 31 juillet 1992 instituant de nouvelles règles relatives aux procédures civiles d'exécution.

### Les caractères de l'astreinte
L'astreinte est indépendante des dommages-intérêts, elle est une mesure d'intimidation. La finalité étant de contraindre et de conduire le débiteur à exécuter volontairement l’obligation.
En principe provisoire, c'est-à-dire sujette à révision en fonction du comportement du débiteur, ou définitive si le tribunal en a ainsi décidé. 
Une astreinte définitive ne peut être ordonnée qu'après le prononcé d'une astreinte provisoire et pour une durée que le juge détermine.

### Le prononcé de l'astreinte
Tout juge peut ordonner une astreinte pour assurer l'exécution de sa décision. En outre, le juge de l'exécution peut assortir d'une astreinte une décision rendue par un autre juge si les circonstances en font apparaître la nécessité.

### La liquidation de l'astreinte
La liquidation d'une astreinte consiste à la faire payer par le débiteur. 
L'astreinte, même définitive, est liquidée par le juge de l'exécution, sauf si le juge qui l'a ordonnée reste saisi de l'affaire ou s'en est expressément réservé le pouvoir.
Le montant de l'astreinte provisoire est liquidé en tenant compte du comportement de celui à qui l'injonction a été adressée et des difficultés qu'il a rencontrées pour l'exécuter.
Le taux de l'astreinte définitive ne peut jamais être modifié lors de sa liquidation.
L'astreinte provisoire ou définitive est supprimée en tout ou partie s'il est établi que l'inexécution ou le retard dans l'exécution de l'injonction du juge provient, en tout ou partie, d'une cause étrangère.
La décision du juge est exécutoire de plein droit par provision.
L'astreinte prend effet à la date fixée par le juge, laquelle ne peut pas être antérieure au jour où la décision portant obligation est devenue exécutoire.
Toutefois, elle peut prendre effet dès le jour de son prononcé si elle est assortie d'une décision qui est déjà exécutoire.

### La perception de l'astreinte
Avant sa liquidation, aucune astreinte ne peut donner lieu à une mesure d'exécution forcée.
Toutefois, la décision qui ordonne une astreinte non encore liquidée permet de prendre une mesure conservatoire pour une somme provisoirement évaluée par le juge compétent pour la liquidation.

## Régime de l'astreinte en matière administrative
Les textes applicables sont les articles R921-1 à R921-7 du titre II de la partie réglementaire du Code de justice administrative.